# حميد أباد (علي أباد كرمان)
حمید أباد (بالفارسية: حمیدآباد) هي قرية تقع في إيران في Aliabad Rural District. يقدر عدد سكانها بـ 50 نسمة بحسب إحصاء 2016.